# شط الحضنة
شط الحضنة هو بحيرة مالحة تقع في الجزائر، تصب فيه العديد من المجاري المائية التي تنحدر من الجبال المحيطة به، في فصل الصيف تكون مياهه مالحة جدا حيث تتشكل طبقة من الملح تغطي سطحه، يحتوي شط الحضنة على العديد من الكائنات النباتية والحيوانية.

## الموقع
يقع شط الحضنة في ولايتين المسيلة (1 000 كم2) وباتنة (100 كم2)، وهو معزول عن البحر الأبيض المتوسط، ويقع على بعد 40 كم من مدينة المسيلة، 20 كم جنوب غرب مدينة بوسعادة، و80 كم جنوب شرق مدينة بسكرة.

موقع شط الحضنة